# Ambohimitombo
Ambohimitombo is een plaats en commune in het centrum van Madagaskar, behorend tot het district Ambositra, dat gelegen is in de regio Amoron'i Mania. Tijdens een volkstelling in 2001 telde de plaats 14.393 inwoners.
De plaats biedt naast lager onderwijs ook middelbaar onderwijs aan. 95 % van de bevolking werkt als landbouwer en 3 % houdt zich bezig met veeteelt. Het belangrijkste landbouwproduct is mais; andere belangrijke producten zijn bonen, rijst en taro. Verder is 1% actief in de dienstensector en heeft 1% een baan in de industrie.